# Sahatavy
Sahatavy est une commune urbaine malgache située dans la partie sud-ouest de la région d'Analanjirofo.